# Eurytoma stepposa
Eurytoma stepposa is een vliesvleugelig insect uit de familie Eurytomidae. De wetenschappelijke naam is voor het eerst geldig gepubliceerd in 1980 door Zerova.